# Campeonato Mundial de Esquí Nórdico de 1978
El XXXII Campeonato Mundial de Esquí Nórdico se celebró en la localidad de Lahti (Finlandia) entre el 20 y el 26 de febrero de 1978 bajo la organización de la Federación Internacional de Esquí (FIS) y la Federación Finlandesa de Esquí.

## Esquí de fondo

### Masculino
| Evento                   | Oro                                                                                          | Plata                                                                                       | Bronce                                                                         |
| ------------------------ | -------------------------------------------------------------------------------------------- | ------------------------------------------------------------------------------------------- | ------------------------------------------------------------------------------ |
| 15 km (21.02)            | Józef Łuszczek · Polonia · 49:09,37                                                          | Yevgueni Beliayev URSS 49:11,62                                                             | Juha Mieto · Finlandia · 49:14,37                                              |
| 30 km (19.02)            | Serguei Saveliev URSS 1:32:52,00                                                             | Nikolai Zimiatov URSS 1:33:48,23                                                            | Józef Łuszczek · Polonia · 1:33:52,21                                          |
| 50 km (26.02)            | Sven-Åke Lundbäck · Suecia · 2:46:43,06                                                      | Yevgueni Beliayev URSS 2:47:34,48                                                           | Jean-Paul Pierrat Francia 2:47:52,27                                           |
| Relevo 4 × 10 km (23.02) | Suecia · Sven-Åke Lundbäck · Christer Johansson · Tommy Limby · Thomas Magnuson · 2:05:17,63 | Finlandia · Esko Lähtevänoja · Juha Mieto · Pertti Teurajärvi · Matti Pitkänen · 2:05:28,95 | Noruega · Lars-Erik Eriksen · Ove Aunli · Ivar Formo · Oddvar Brå · 2:06:48,37 |

### Femenino
| Evento                  | Oro                                                                                               | Plata                                                                           | Bronce                                                                       |
| ----------------------- | ------------------------------------------------------------------------------------------------- | ------------------------------------------------------------------------------- | ---------------------------------------------------------------------------- |
| 5 km (20.02)            | Helena Takalo · Finlandia · 18:53,50                                                              | Hilkka Riihivuori · Finlandia · 18:58,49                                        | Raisa Smetanina URSS 19:01,30                                                |
| 10 km (18.02)           | Zinaida Amosova URSS 37:01,72                                                                     | Raisa Smetanina URSS 37:13,37                                                   | Hilkka Riihivuori · Finlandia · 37:23,43                                     |
| 20 km (25.02)           | Zinaida Amosova URSS 1:13:00,85                                                                   | Galina Kulakova URSS 1:13:08,11                                                 | Helena Takalo · Finlandia · 1:13:57,95                                       |
| Relevo 4 × 5 km (22.02) | Finlandia · Taina Impiö · Marja-Liisa Hämäläinen · Hilkka Riihivuori · Helena Takalo · 1:13:25,08 | RDA Marlies Rostock Birgit Schreiber Barbara Petzold Christel Meinel 1:13:29,74 | URSS Nina Rocheva Zinaida Amosova Raisa Smetanina Galina Kulakova 1:13:39,88 |

## Salto en esquí
| Evento                              | Oro                                | Plata                             | Bronce                           |
| ----------------------------------- | ---------------------------------- | --------------------------------- | -------------------------------- |
| Trampolín normal individual (18.02) | Matthias Buse RDA 253,2 pts.       | Henry Glaß RDA 251,7 pts.         | Alexei Borovitin URSS 250,0 pts. |
| Trampolín grande individual (25.02) | Tapio Räisänen · Finlandia · 256,6 | Alois Lipburger · Austria · 256,3 | Falko Weißpflog RDA 255,8        |

## Combinada nórdica
| Evento             | Oro                       | Plata                                | Bronce                    |
| ------------------ | ------------------------- | ------------------------------------ | ------------------------- |
| TG + 15 km (20.02) | Konrad Winkler RDA 435,24 | Rauno Miettinen · Finlandia · 431,63 | Ulrich Wehling RDA 430,83 |

## Medallero
| Núm. | País      | Oro | Plata | Bronce | Total |
| ---- | --------- | --- | ----- | ------ | ----- |
| 1    | URS       | 3   | 5     | 3      | 11    |
| 2    | Finlandia | 3   | 3     | 3      | 9     |
| 3    | RDA       | 2   | 2     | 2      | 6     |
| 4    | Suecia    | 2   | 0     | 0      | 2     |
| 5    | Polonia   | 1   | 0     | 1      | 2     |
| 6    | Austria   | 0   | 1     | 0      | 1     |
| 7    | Francia   | 0   | 0     | 1      | 1     |
| 7    | Noruega   | 0   | 0     | 1      | 1     |
|      | TOTAL     | 11  | 11    | 11     | 33    |